# Popocatépetl
A Popocatépetl (IPA: popokaˈtepetɬ) – amit a hétköznapokban csak El Popo vagy Don Goyo néven emlegetnek – aktív vulkán és egyben a második legmagasabb hegycsúcs Mexikóban az 5636 m magas Pico de Orizaba után. A Popocatépetl elnevezés a navatl popōca („füstölög”) és tepētl („hegy”) szavak összetételéből áll, így „füstölgő hegyet” jelent. A Popocatépetl a Vulkáni-kereszthegység keleti felén helyezkedik el, északon pedig a Paso de Cortés nevű hegygerinccel az Iztaccíhuatl tűzhányóhoz csatlakozik.
A Popocatépetl Mexikó egyik legaktívabb tűzhányója, több mint 20 alkalommal tört ki, mióta a spanyolok 1519-ben ide érkeztek.
A „Popo” most is aktív. Aktivitásának jelenlegi ciklusa 1947-ben kezdődött egy nagyobb kitöréssel. 1994. december 21-én a vulkán gázt bocsátott a levegőbe, amit a szél mintegy 25 km-re elhordott. Azonnal kilakoltatták a közeli városokat, a tudósok pedig megkezdték a kitörés megfigyelését. 2000 decemberében emberek tízezreit telepítette ki a kormány a tudósok figyelmeztetése alapján. A vulkán akkor olyan heves tevékenységet produkált, amilyenhez hasonló több ezer éve nem volt.
A Popocatépetl csak mintegy 70 km-re fekszik Mexikóváros délkeleti szomszédságában, ahonnan az időjárási viszonyoktól függően általában látható. Puebla lakói a vulkántól körülbelül 40 km-re keletre gyakorlatilag egész évben gyönyörködhetnek a hófödte, gleccser borította csúcsban. A tűzhányó egyike Mexikó három gleccserborította magaslatának, a másik kettő az Iztaccíhuatl és a Pico de Orizaba.
A spanyolok először Diego de Ordaz 1519-es expedíciójával hódították meg a tűzhányót. A hegyoldalban a  16. század elején épült kolostorok a világörökség részét képezik.
Itt szórták el 1980. március 27-én Tamara de Lempicka lengyel emigráns festő hamvait, az art déco mestere 1978 óta élt Cuernavacában.

## Popocatépetl és Iztaccíhuatl legendája
Az azték mitológiában Popocatépetl egy harcos volt, aki Iztaccíhuatlba volt szerelmes.
Iztaccíhuatl apja Popocatépetlt háborúba küldte Oaxacába azzal az ígérettel, hogy visszatértekor a lányát feleségül adja hozzá (ám Iztaccíhuatl apja ezt az ígéretet nem szándékozott betartani). Iztaccíhuatlnak azt mondta az apja, hogy a kedvese elesett a csatában. A leány belehalt a gyászba. Amikor Popocatépetl visszatért és tudomást szerzett szerelme haláláról, tőrével öngyilkosságot követett el. Az istenek hegyekké változtatták és hóval borították be őket. Iztaccíhuatl hegyét „La Mujer Dormida”, (az „Alvó Hölgy”) néven emlegették, mert egy hátán fekvő nőre emlékeztet az alakja. Popocatépetl vulkánja pedig a szerelme elvesztése miatt őrjöngő tűzeső.
A Morelos-beli  Tetelcingóban élő  navatl nyelvű őslakosoknak más a történetük. Eszerint Iztaccíhuatl (vagy Ixtācsohuātl, ahogyan ők ejtik a nevét) Popo felesége volt, de a Nevado de Toluca magának akarta, ezért a férfi és Popocatépetl dühödten hajigáltak sziklákat egymásra. Így keletkeztek a két hegycsúcs között elterülő hegyláncok. Végül a haragos Popocatépetl felkapott egy hatalmas jégdarabot, amivel lefejezte a Nevado de Tolucát. Ezért lapos a Nevado teteje, mert bár szélesek a vállai, nincs feje. Ez a legenda vélhetően a végzetes kitörések emlékét őrzi.
Iztaccíhuatl és Popocatépetl legismertebb legendája az ősi Náhuasból származik. Mivel szájhagyomány őrzi, számos változata létezik. Költemények és dalok is megéneklik ezt a gyönyörű történetet.
Sok évvel azelőtt, hogy Cortés Mexikóba jött, az aztékok Tenochtitlanban éltek, a mai Mexikóvárosban. Az aztékok törzsfőnöke egy híres uralkodó volt, akit minden indián szeretett. Az uralkodó és felesége aggódtak, mert nem született gyermekük. Egy napon az uralkodó felesége mégis azt mondta férjének, hogy egy gyermeket fog a világra hozni. Kislányuk született, aki olyan szép volt, mint az édesanyja. Az Iztaccíhuatl nevet adták neki, ami navatl nyelven „fehér hölgyet” jelent.
Iztát minden indián a szívébe zárta, a szülei pedig felkészítették, hogy az aztékok uralkodónője legyen. Amikor a lány felnőtt, beleszeretett a törzs kedves kapitányába, Popocába.
Egy napon háború tört ki, ezért a harcosoknak délre kellett menniük, hogy megvívjanak az ellenséggel. Az uralkodó azt mondta Popocának, hogy ha elhozza az ellenség vezetőjének a fejét, feleségül veheti az uralkodó lányát.
Hosszú hónapok háborúskodása után egy harcos, aki gyűlölte Popocát, hamis üzenetet küldött az uralkodónak. Az üzenet szerint a hadsereg megnyerte a háborút, de Popoca elesett a harctéren. Az uralkodót nagyon elszomorította a hír, Izta pedig folyton csak sírt. Többé nem akart enni és nem volt hajlandó elhagyni a házat. Néhány nap múlva megbetegedett, és belehalt a bánatba.

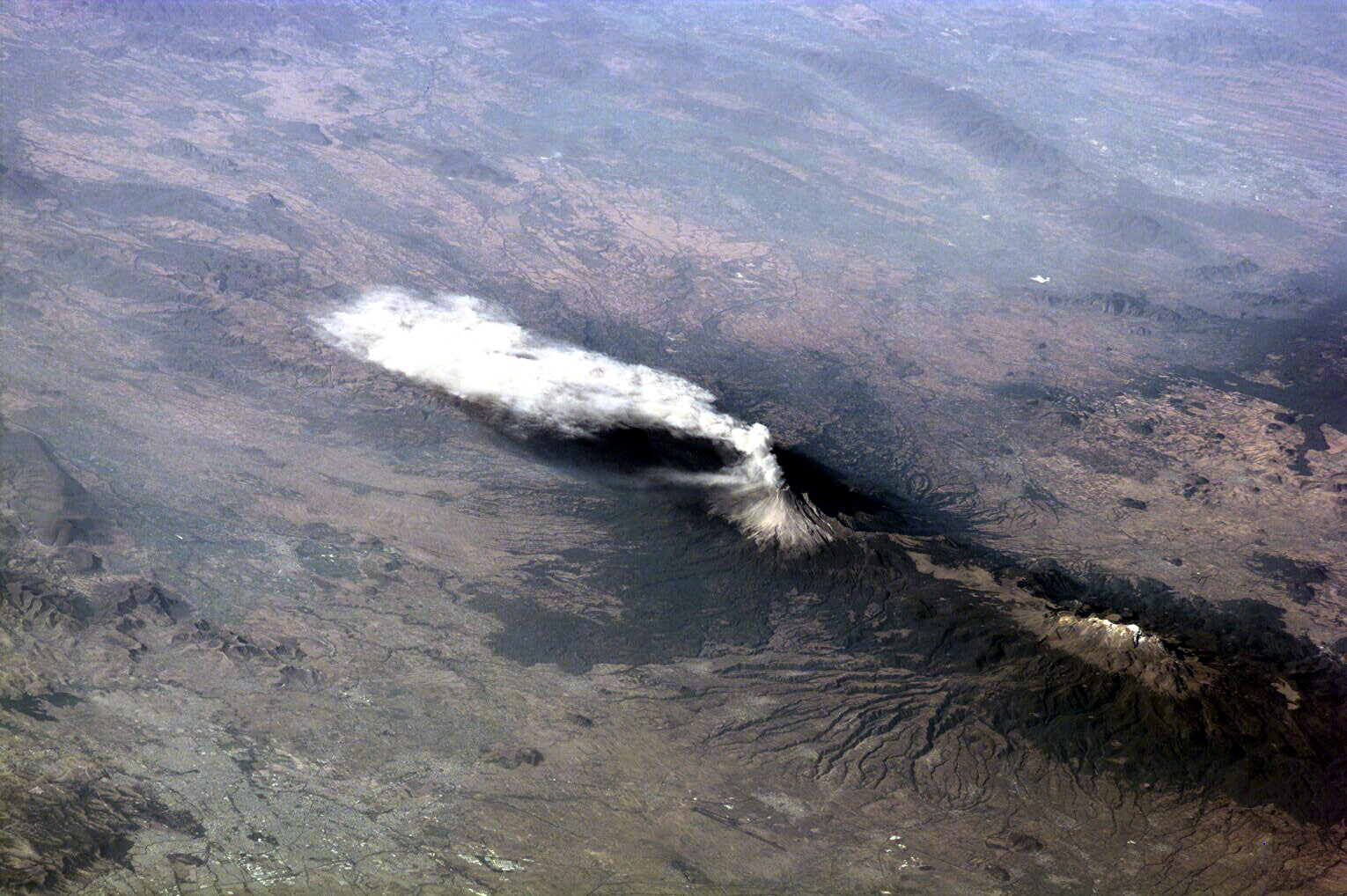
A Popocatépetl vulkáni hamut szór dél felé 2001. január 23-án, jobbra az Iztaccíhuatl. Látkép a Nemzetközi Űrállomásról

Az uralkodó éppen Izta temetésére készült, amikor Popoca és harcosai győzedelmesen megérkeztek a háborúból. Az uralkodó nagyon meglepődött, amikor meglátta Popocát, és elmondta neki, hogy katonák a halálhírét hozták. Azután elmondta azt is, hogy Izta meghalt.
Popoca rettenetesen elszomorodott. Elhagyta a várost és magával vitte Izta testét. Sokáig vándorolt, végül egy hegységbe érkezett. Ott a katonáinak elrendelte, hogy építsenek egy virágokkal díszített halotti emelvényt, ahova azután Izta testét fektette.  Végül az emelvény elé térdelt, hogy virrasszon Iztáért, és belehalt gyászába.
Az isteneket meghatotta Popoca áldozata, ezért az emelvényt és a holttestet vulkánokká változtatták. A legnagyobb tűzhányó a Popocatépetl, ami náhuatl nyelven „füstölgő hegyet” jelent. Ha néha füstöt fúj, az azt jelenti, hogy még mindig a mellette alvó Iztaccíhuatlért virraszt.
Van egy másik, az előzőre nagyon hasonlító mese. Néhány harcos, akik nem akarták, hogy Popoca Iztával legyen, mert féltékenyek voltak rá, megüzenték az uralkodónak Popoca halálát. Izta belehalt a szomorúságba. Amikor Popoca visszatért, hallotta Izta halálának hírét, és nagy bánat lett úrrá rajta. Elvitte a városból Izta testét, és megparancsolta katonáinak, hogy emeljenek egy dombot neki és egy másikat Iztának. Az egyik dombra Izta testét helyezte, a másikra felmászott egy füstölgő fáklyával. Örökké ott fog állni, hogy őrizze Iztát. Az idők során a por, a hó, a sziklák, és Természet Anyánk annyira beborították őket, hogy hatalmas hegyekké változtak. Popoca fáklyjája azonban még mindig füstöl, hogy emlékeztessen arra, ami történt.